# Friedrich August von Etzdorff
Friedrich August von Etzdorff, auch von Etzdorf, († 5. Oktober 1748 in Etzdorf) war ein königlich-polnischer und kurfürstlich-sächsischer Schlosshauptmann in Merseburg und Erb-, Lehn- und Gerichtsherr auf Etzdorf und Rauda sowie Mitbelehnter des Ritterguts Reuden im Stift Naumburg.

## Leben

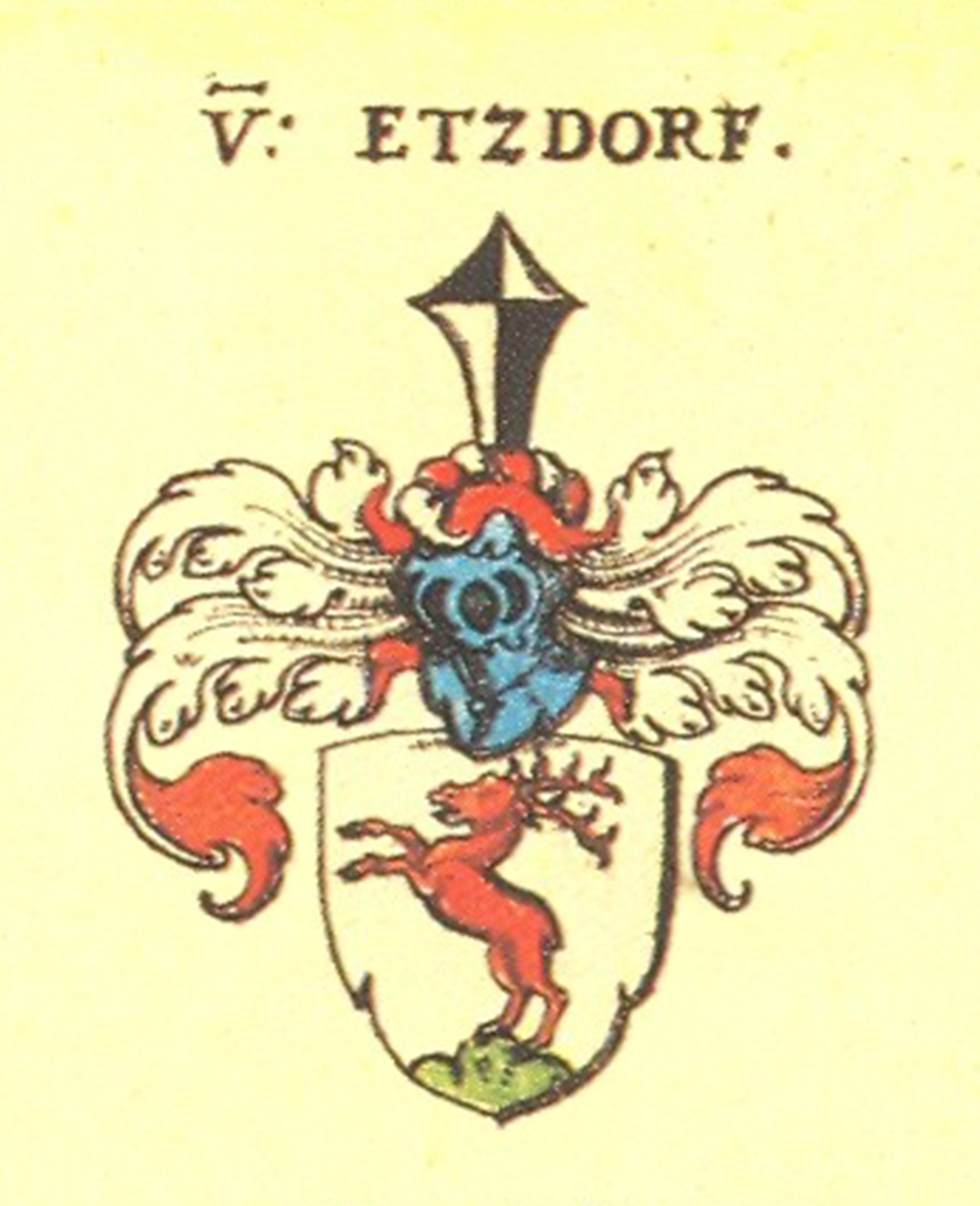
Wappen der Familie von Etzdorff

Er stammte aus dem alten sächsisch-thüringischen Adelsgeschlechts Etzdorff und war der Sohn von George Friedrich von Etzdorff. Nach seiner Ausbildung wurde er Hauptmann des Schlosses in Merseburg in der damaligen Sekundogenitur Sachsen-Merseburg. Daneben erwarb er die väterlichen Rittergüter Etzdorf und Rauda.

## Familie
Er war verheiratet mit Dorothea Eleonora geborene von Reitzenstein und hinterließ bei seinem Tod die unmündigen Söhne Carl Friedrich Meinhard von Etzdorff (* 15. August 1736 in Etzdorf) und Friedrich Ludwig Otto von Etzdorff (* 30. März 1738 in Etzdorf). Beide Söhne traten in ausländische Militärdienste, der Älteste in Hessen-Kassel und der Jüngste in Württemberg.

## Erinnerungen

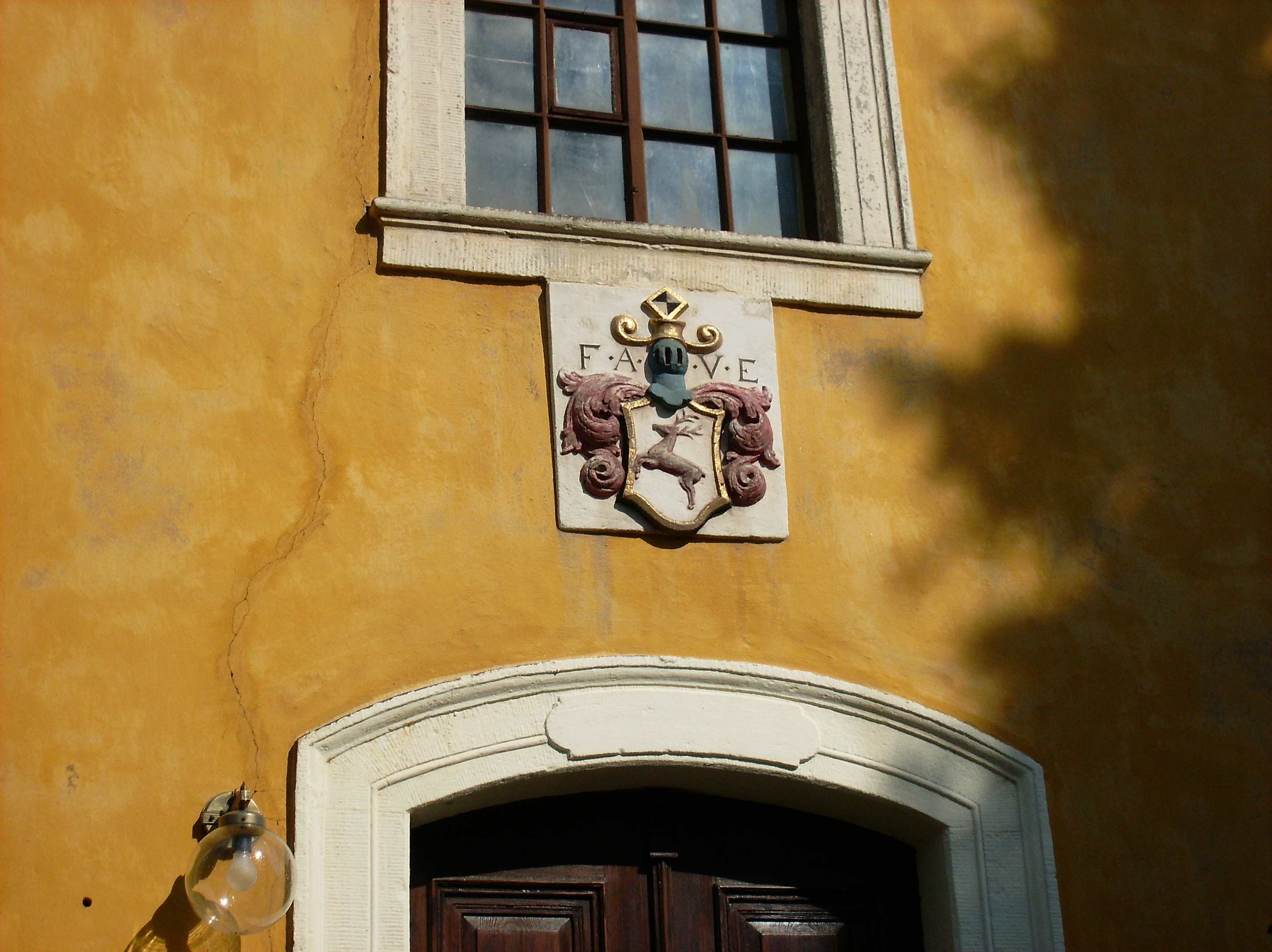
Wappen von Friedrich August von Etzdorf an der Dorfkirche Rauda

Über dem Eingangsportal der Dorfkirche Rauda befindet sich noch heute das Wappen von Friedrich August von Etzdorff, ein brauner Hirsch, und seine Initialen F.A.V.E.